# Škoda Auto
A Škoda Auto járműgyártó vállalat, Csehország legnagyobb személyautógyára, a Volkswagen cégcsoport tagja. Székhelye és fő gyártóbázisa Mladá Boleslavban található, emellett gyártóüzemekkel rendelkezik Kvasinyben  és Vrchlabíban is. 1925-ben hozták létre a Škoda Művek autógyártó részlegeként, miután az megvásárolta a Laurin & Klement  járműgyárat. 1930-ban részvénytársasággá alakították. A második világháború alatt a német Reichswerke Hermann Göring felügyelete alatt működött. A világháború után államosították, és Automobilove závody, národní podnik, röviden AZNP néven önállóvá vált. Gyártmányaihoz a Škoda márkanevet használja. 1990-ben az állami céget részvénytársasággá alakították, majd 1991-ben privatizálták; a Volkswagen csoport vásárolta meg. A cég neve 1998-ban a jelenleg is használt ŠKODA, automobilová a.s. (röviden Škoda Auto) lett.

## Története

### Laurin & Klement
A Laurin & Klement céget 1895-ben alapította kerékpárok gyártására Václav Laurin, aki a Cseh Kerékpáros Klub tagja volt, valamint Václav Klement könyvárus. Első kerékpárjuk a Slavia nevet viselte, és Mladá Boleslavban gyártották. Az első két év alatt öt kerékpármodelljük jelent meg a piacon. A kerékpárjaik annyira megbízhatóak voltak, hogy a gyár két év garanciát vállalt rájuk.
1899-ben készítették el az első motorkerékpárjukat. Az első modell az "A" és a "B" modell nevet kapta; a B modellt erősebb motorral szerelték fel. 1900-ban már Angliába is exportáltak a termékeikből. 1901-ben megnyerték az első díjukat a nemzetközi kiállításokon. Ebben az évben indította el a cég a járműveit nemzetközi versenyeken, először a Párizs–Berlin útvonalon. A következő évben a gyár megnyerte első versenyét, Bohemiában. 1909-re már több mint 4000 járművet készítettek.
Az első automobilt 1911-ben gyártották.
Az S modell névre keresztelt autó folyadékhűtéses, 4 hengeres, 54 lóerős volt. Érdekessége, hogy ez volt a legelső folyadékhűtéses autó. A típus rendkívül sikeres volt; még Oroszországba is exportáltak belőle. Az első világháború kezdetéig 600 db S modell készült, és csak 1925-ben állították le a gyártását.

### Škoda 1899–1915
A céget Emil Škoda alapította 1899-ben. A plzeňi gyár tömegközlekedési és elektrotechnikai eszközökre, valamint fegyvergyártásra szakosodott. Az Osztrák–Magyar Monarchia vezető cégévé vált, és remek minőségű fegyverekkel látta el a Monarchia, majd később Csehszlovákia katonaságát. Sikerének köszönhetően gyorsan gyarapodott, így egyesült az L&K-val 1911-ben, és Škoda személy- és tehergépjárműveket is elkezdtek gyártani. A gyár később felhagyott a fegyvergyártással.

### 1915–1940
1923-ban megjelentette a gyár az új, L&K 100-as típust. A későbbiekben megjelent a 110-es és a 120-as modell is, modernizáltabb felszereltséggel és 1926-tól egy erősebb motorral.
1926-ban a gyár egyesült a Plzeň Škodovkával. Ekkoriban gyártották a Superb nevű luxusmodellt, amely a Hispano Suiza licence volt. 1929-ben az immáron Škoda név alatt futó üzem kiadta a 860-as modellt. A szám tulajdonképpen a kocsi paramétere, ugyanis az autó 8 hengeres, 60 lóerős volt. Ára, illetve a gazdasági világválság miatt 1933-ig mindössze 49 darabot adtak el belőle.
1930-ban átszervezték az autógyártó részleget. Megalakult az ASAP, az Autóipari Részvénytársaság, amely 100%-ban a plzeni Škoda tulajdona volt.
1933-ban mutatták be az új 420-as típusú négyhengeres, 995 cm³-s, 20 LE-s Standardet. (Ezt 1934-ben már Rapidnak  nevezték.) Ez az előző, hasonló paraméterű 422-es típus egy tonnás tömegével szemben már csak 750 kg-ot nyomott, ugyanis új központi vázszerkezetre épült. Az újfajta konstrukció volt a 428-as Popular, majd még további modellek alapja is.
1935-ben mutatták be az áramvonalas karosszériával épített, kis szerkezeti tömegű Škoda 935 kísérleti járművet.

### 1945–1960

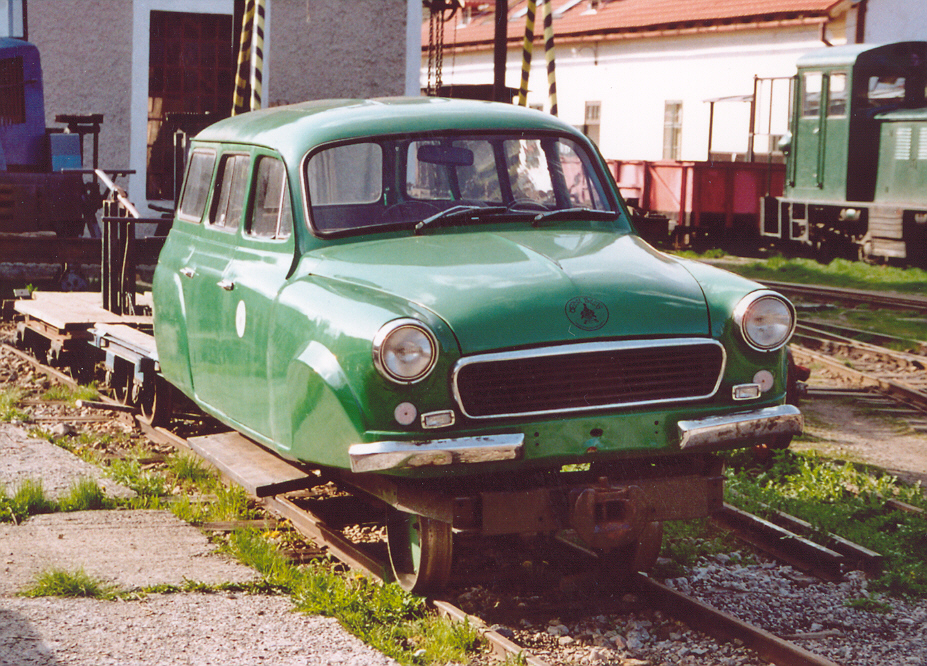
Sínautóvá alakított Škoda 1202

A gyárban a háború után 1945. június 24-én készült el az első személyautó.
Az egyik leghíresebb típust, a Škoda 1101-et 1946-ban mutatták be a nagyközönségnek. Először csak 2 ajtós, később 4 ajtós és furgon változatot is készítettek belőle. A Škoda leányvállalata, a Boleslav Automobile első gyártott autói 1101-es mentőautók voltak. A katonaságnak is szállítottak számos példányt, hiszen nagyon mozgékony volt. Az autóból még Ausztráliába is exportáltak.
1948-ban államosították a gyárat; az ASAP AZNP-vé alakult. Az ágazati minisztérium korlátozásokat vezetett be: csak az új Škoda 1101-est és kis számú Aero Minort gyárthattak. Ugyanezen indok miatt a gyár nyersanyagellátása is megcsappant. Ebben az időszakban készültek Tatra személyautók is a Škoda üzemeiben, például a Tatraplan.
A Škoda 1200-as típusát 1952-ben jelentették meg. Hasonló kocsiszekrénye volt, mint az 1101-esnek; leginkább teher- és betegszállításra használták. Az 1201-es – amit csak Sedannak neveztek – az 1200-as felújított változata volt, leginkább a motoron javítottak.
1955-ben jelent meg a Škoda 440-es modell, a Spartak. A Spartak 80%-ban elődje, az 1102 alkatrészeiből állt össze, és egy felújított 1201-es motorral volt meghajtva. 1957-ben bővül a kínálat, ekkor jelenik meg a Škoda 445, a Spartak nagyobb motorral szerelt változata (1221 cm³, 45 lóerő ).
Szintén 1957-ben jelent meg a 2+2 üléses, nyitott Škoda 450, mely a Spartak 1089 cm³ motorját örökölte, de nagyobb sűrítéssel, nagyobb és jobb hatásfokú alumínium olajteknővel valamint két karburátorral készült, s így már 50 lóerővel csábította a nyitott autózás híveit. Ez a sportos roadster annyira népszerű lett, hogy az igények meghaladták a gyártósor kapacitását. Nem is készült belőle sok, a gyártás három éve alatt  mindössze 1010 darab hagyta el a kvasinyi üzemet.

### 1960–1983

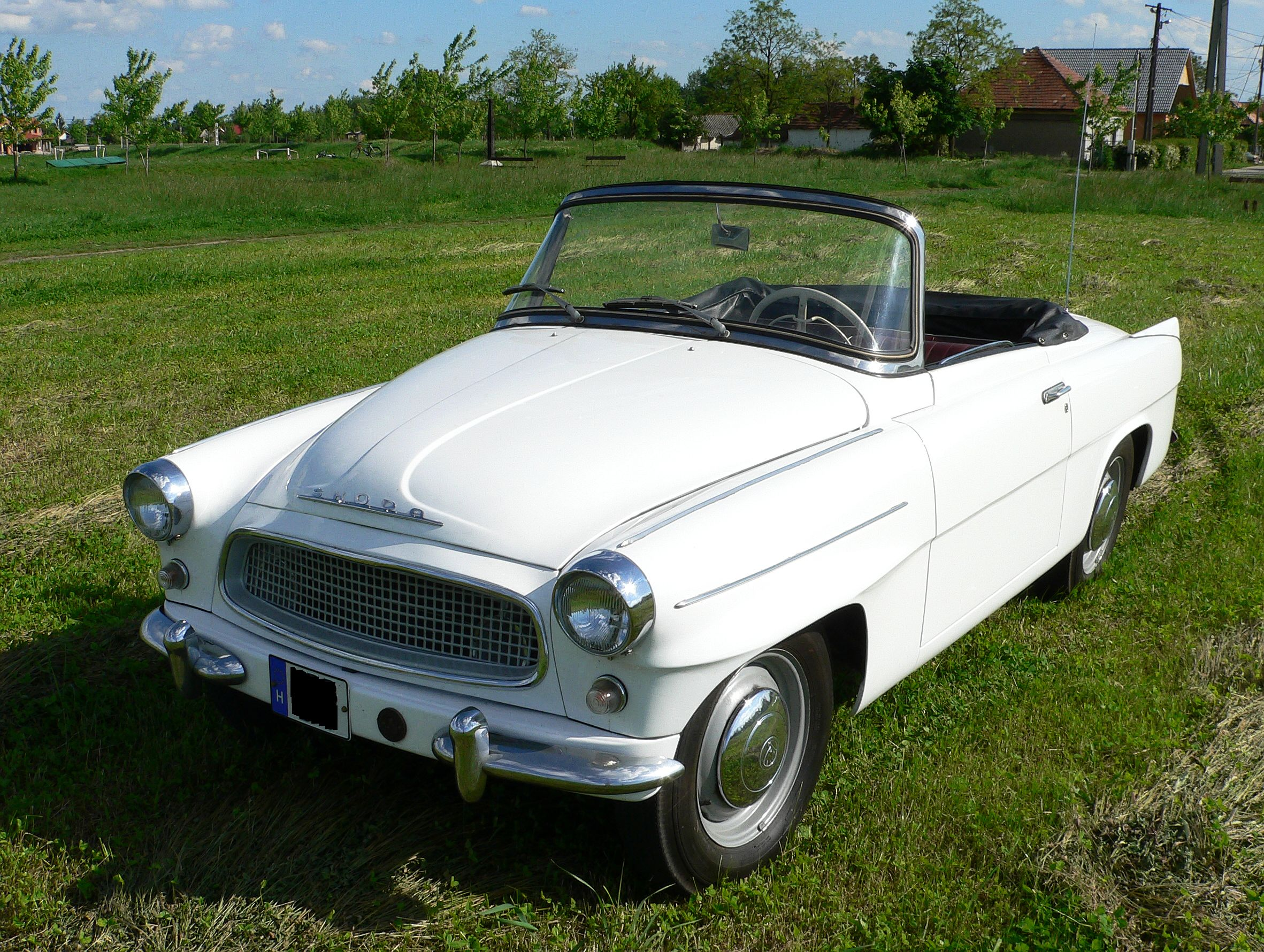
Škoda Felicia Cabrio oldtimer

1959-ben minden Škoda személygépjármű új csavarrugós első futóművet illetve lengéscsillapítókat kapott, és új modellként dobták piacra őket. (Ennek oka a nyersanyaghiány.) Az új 440-es lett a Škoda Octavia (1089 cm³ 40 lóerő). (Ez volt a háború utáni Popular nyolcadik, egyben utolsó módosítása). A 445-ös lett az Octavia Super (1221 cm³, 45 lóerő), és a 450-est Felicia névre keresztelték (1089 cm³, növelt sűrítés, két karburátor, 50 lóerő). 1960-tól a Felicia kétkarburátoros motorjával készült igen kis szériában az Octavia Touring Sport változat is. 1961-ben módosítják ismét az Octavia–Felicia párost, valamint ebben az évben jelenik meg a Combi változat is az Octavia Super immáron 47 lóerős motorjával. Ekkor jelentek meg ezen modellek hátulján a fecskefarkak, mindkét modell azonos, egyszerűbb, olcsóbban előállítható hűtőrácsot kapott, egyszerűbb műszerfalat, a Felicia osztott első üléseket, padlóváltót, valamint sportosabb vonalú téli keménytetőt, melynek hátsó ablaka már nyitható volt. Készült 1962-től Felicia Super, valamint Octavia 1200 TS nagyobb, 1221 cm³-es, kétkarburátoros, 55 lóerős változatban is. Kisebb külső módosítások még történtek a modellpárosnál 1963-ban, de ez már a vég kezdete volt. 1964-ben befejeződött a Felicia és az Octavia pályafutása – kivéve a Combit, mely apróbb módosításokkal egészen 1971-ig gyártásban volt, amikor átadta a helyét a Škoda 110R sorozatnak Kvasinyben.
Gyártási darabszámok:
- Škoda Octavia: 229 531
- Octavia Super: 79 489
- Octavia Touring Sport, 1200 TS: 2273
- Felicia, Felicia Super: 14 863
- Octavia Combi: 54 086

Már 1956-ban elkezdődött egy új prototípus tervezése, de csak 1964-re készült el az 1000 MB. (Eredetileg a 990 és a Favorit nevet szánták a modellnek, de a gyár ekkor érte el az 1 000 000. legyártott autót, és az új motor is majdnem 1000 cm³-es volt.) Az újszerű műszaki megoldású típus (farmotor, hátsókerék-meghajtás) sokban hasonlított a Renault Dauphine-re és a Volkswagen Bogárra.
Több változatot is kiadtak a típusból. Például 1964-től az 1000 MB (alap típus), 1966-tól az 1000 MB De Luxe (jobban felszerelt). A legritkábbak szintén az 1966-tól gyártott 1000 MBG (4 ajtós szedán, növelt kompressziójú és kétkarburátoros, ezáltal erősebb motorral) és az 1000 MBX (kétajtós szedán az MBG motorjával). Ezekbe az erősebb motortokba erősebb csapágyak is kellettek a forgattyús tengelyhez, ezért ezekhez a motorokhoz angol gyártmányú Glacier (méretükben megegyező) csapágyakat építettek be. Az „MB”-k elég jól fogytak ahhoz, hogy kiadják az 1967-es modellévre az 1100-asokat De Luxe felszereltséggel (1100 MB De Luxe és az 1100 MBX De Luxe).
Az 1960-as évek közepén már elkezdtek dolgozni egy új orrmotoros autó tervein. A karosszéria tervezésével Giorgetto Giugiarót bízták meg. A járműbe 1500 cm3-es OHC motor került volna. A 720-as modellt a politikai változások miatt a prototípus megépítése után felfüggesztették.
1969-ben mutatták be a 100/110-es modellt, ami leginkább felújítása volt az előző modelleknek. Az újdonság az első tárcsafék és az új belső tér volt, de a kocsiszekrény csak látványában változott, a motor pedig szinte semmit. 1969. augusztus 12-én hatalmas tűzvész tört ki, amely három napon át pusztított a szerelőcsarnokban. 1970-ben újabb modellel bővítették a 100/110-es szériát, a 110 R modell-lel (Rapid). A 110 R kétüléses sportcoupé volt, 62 SAE lóerős motorral (52 DIN Lóerő). (Ez az erősebb motor került a 110 LS jelű négyajtós kocsiba is, amit 1972-től kezdtek gyártani). A gyártást a kvasiny-i gyárban kezdték meg. A prémium modelleket manapság is ez a gyáregység készíti. A 100/110-es típust többször módosították. A legnagyobb változás 1973-ban történt: generátor, tankolónyílás-magasság, kétfokozatú fűtőventilátor, külső ajtókilincsek, elülső segédfényszórók halogén izzókkal.
1976. A Škoda 105/120-as piacra dobása (modellszám: 742). Először a brnói kiállításon mutatták be. Ez a típus is az elődeire, (1000-1100-S100-110) épült, de szinte a teljes autót felújították; új kocsiszrkrény és belső tér. Az alapmodell a gyengébb 105 S volt, de a típust sok felszereltséggel (105 S, L, GL, SP és 120 L, LE, LS, GLS) és sokféle néven lehetett kapni (Nagy-Britannia: Škoda Estelle, Izland: Škoda Amigo). Ez a típuscsalád is folyton változott de csak kisebb technikai megoldásokban.
A legnagyobb változás 1981-ben történt, amikor megjelentek az új alkatrészek: ovális fényszóró, különleges műszerfal, díszcsík az ajtók tetején belül, automata biztonsági övek, 3 részes műanyag lökhárító, vákuumos fékrásegítő, megnövelt felületű hátsó lámpák („süllyesztett lámpás hátfalalon”,1984-től csak a Rapidokon volt ilyen). A kvasiny-i gyárban 1981-től 1984-ig készülő, 2 ajtós coupé kapta a Garde, bizonyos piacokon a Rapid nevet.
Ez az autó egy-két technikai megoldásban eltért négyajtós társaitól (amit szinte egyedinek is lehet mondani), de később már alkalmazták a többi típusban is. 
Például:
-4 dugattyús első féknyereg (amit a Wartburg személyautókhoz is gyártottak)
-fogasléces kormánymű (keskeny nyomtávú) 
-ferde kitámasztókaros hátsó futómű (keskeny nyomtávú), ami másféle sebességváltókihajtást és -felfüggesztést igényelt (emiatt csökkenteni kellett az akkumulátort tartó üreg mélységét, és módosítani a tankolócső alakját is)
-180 mm-es, tányérrugós tengelykapcsoló
-fő áramkörű olajszűrésű motortömb (emiatt a motoröntvényt is újra kellett tervezni)
-egyedinek nevezhető a lengéscsillapítók csillapító ereje (és a hátsók mérete)
-és ezzel együtt a hátsó rugók hossza is.

### 1983–1991

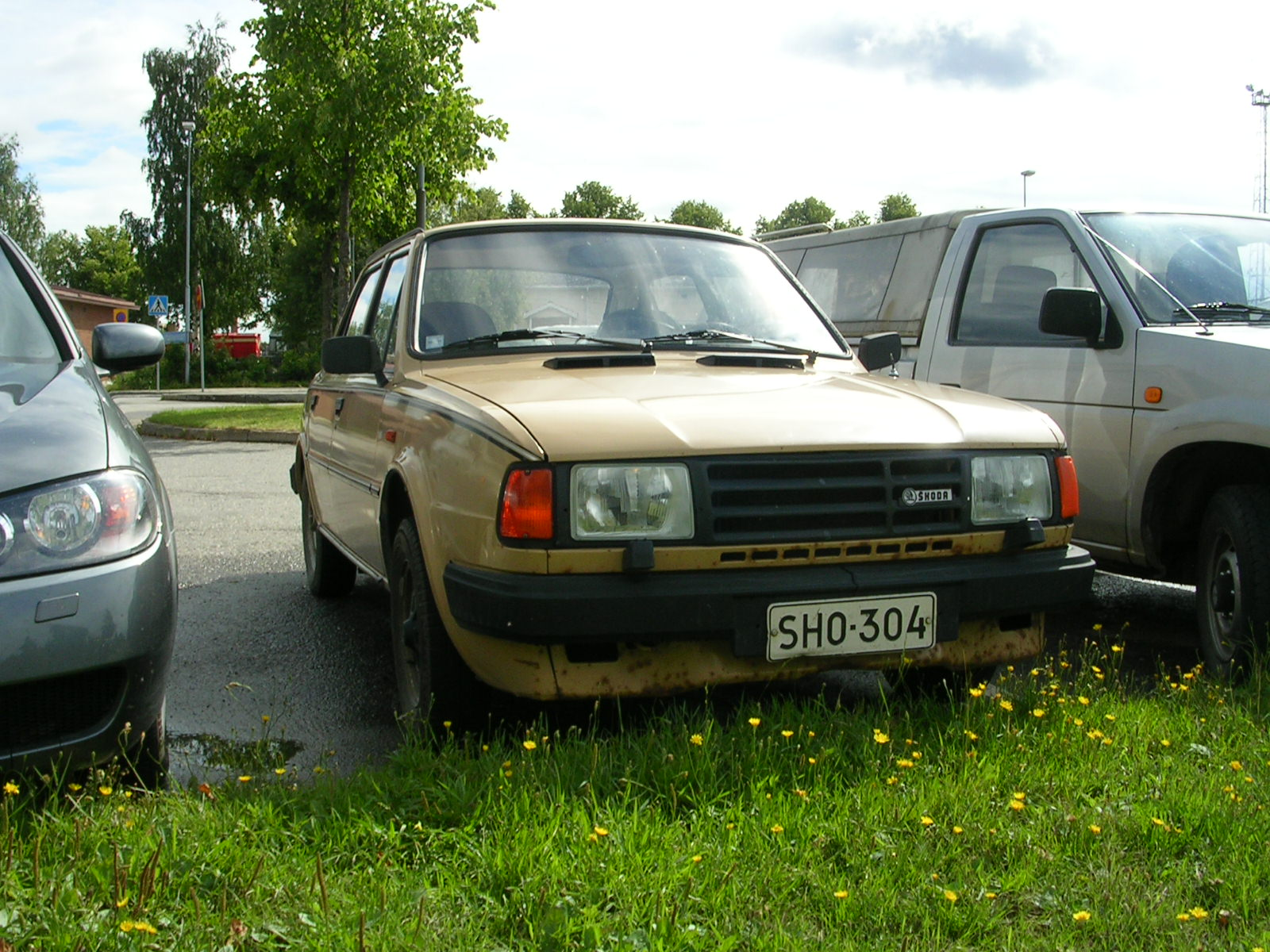
Egy finn 120L fényszórómosóval

A 105/120 nagy sikerének köszönhetően 1983-ban piacra dobtak egy felújított változatot kisebb módosításokkal, például megnövelt első és hátsó nyomtávval (modell: 742 M). Egy évvel később 1984 augusztusban egy-két technikai újítással folytatták a gyártást (például a karburátor üresjárati rendszerének az átalakítása, a régóta várt ötsebességes sebességváltó, megnövelt felületű első fényszóró,  csillapított mozgású műszermutatók), és ezzel egy időben kiadták a 130-as modellt, ami 1289 cm³-re fúrt motorral és szélesített nyomtávú ferde kitámasztókaros hátsó futóművel és 4 dugattyús tárcsafékkel gördült ki a gyárkapun (130 L). 1986-ban megkezdték a 130 GL gyártását is. Az 1984-es modellfrissítéstől a coupét már minden piacon Rapidként forgalmazták. 1987-től újabb változtatás történt: az 1289 cm³-es négyajtós és a Rapid modelleket felszerelték nyolccsatornás, alumínium hengerfejes (eredetileg a bemutatott, de gyártani nem engedett új orrmotoros Favorithoz tervezett) motorral is, ezek lettek a Škoda 135 L, GL, és a Škoda 136 L, GL, illetve a Škoda 135 Rapid és Škoda 136 Rapid modellek. Ettől az időponttól szerelték az új tervezésű műszerfalat, de csak a jobban felszerelt, „prémium” modellekbe (120 GL, LS, LX, GLS; 125 L, 130-135-136 L, GL Rapid). A gyártás utolsó éveiben (hogy megmutassák tudásukat) a csehszlovák mérnökök központi injektorral és katalizátorral is felszerelték az 1,3-ast. Ezt a típust megnevezés után található „i” betűvel jelezték. Sajnos, az 1,3-as Škodát nem forgalmazta a magyar Merkur (és sok más Škoda típust sem). A cég 1990 januárjáig gyártotta a farmotoros szériát.
A farmotoros Škodák technikai megoldásukat variálva különböző betűjelzésű típusok keletkeztek. Ezek pedig a következőek:
105 S, L,GL, SP
120, L, GL, LE, LS, LX, GLS Garde, Rapid
125 L
130 L, GL, Rapid
135 L, GL, GLi Rapid később Ric
136 L, GL, Rapid (nem biztos forrásból: 136 GLi és Ric)
Az 1983 tavaszán tervezni kezdett Favoritot 1987-ben mutatták be, szintén Brnóban, először kizárólag belföldi forgalmazásra, majd 1989-től exportra is. A formaterv olasz tervező, Nucio Bertone irodájában készült. Ez a jármű volt az átmenet a „faros” széria, és napjaink Škodái között. Szakított a korábbi farmotoros kialakítással; legközelebbi „rokona” a műszaki tervezésben partner Volkswagen cég modellje, a Golf volt.

### 1991 után

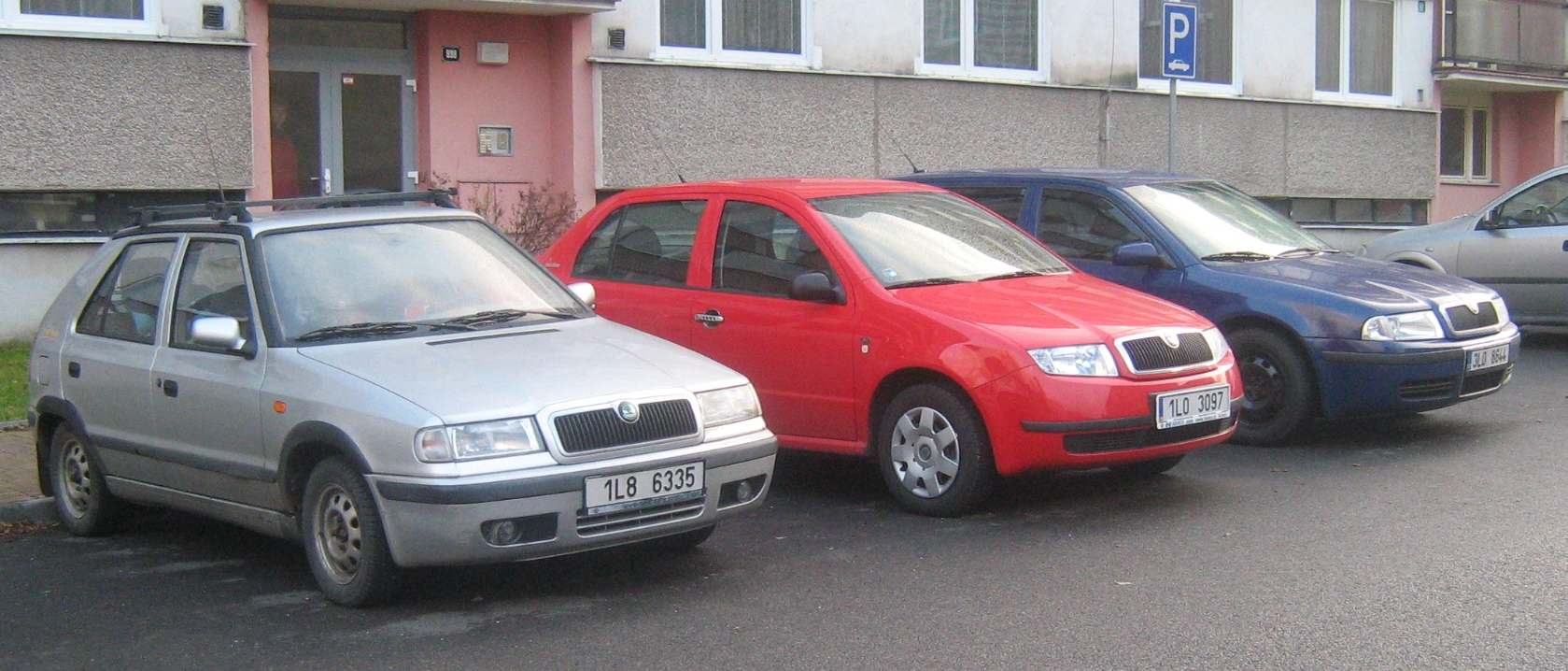
Škoda Felicia, Fabia és Octavia egymás mellett

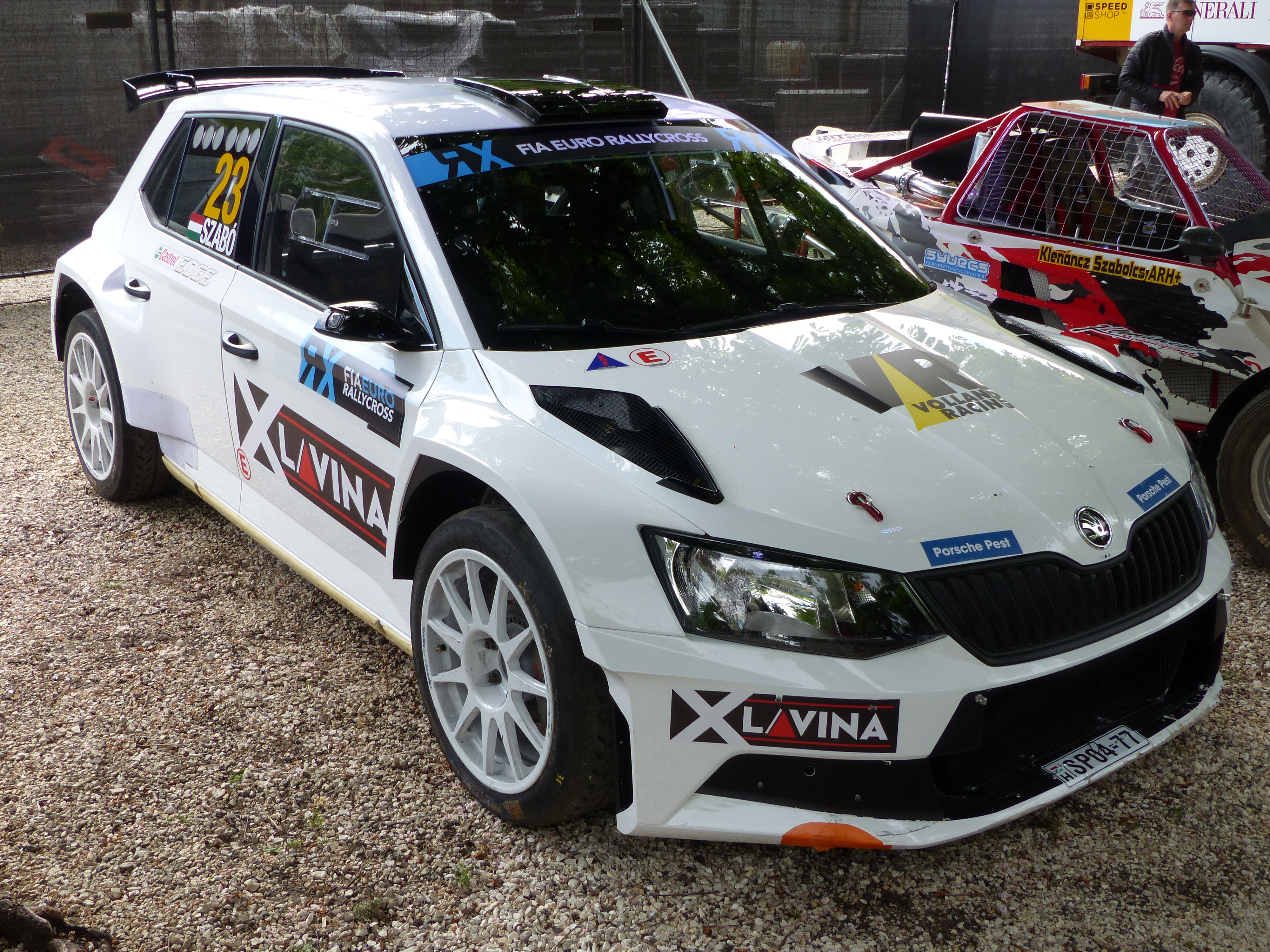
Škoda Fabia R5 a Nagy Futamon

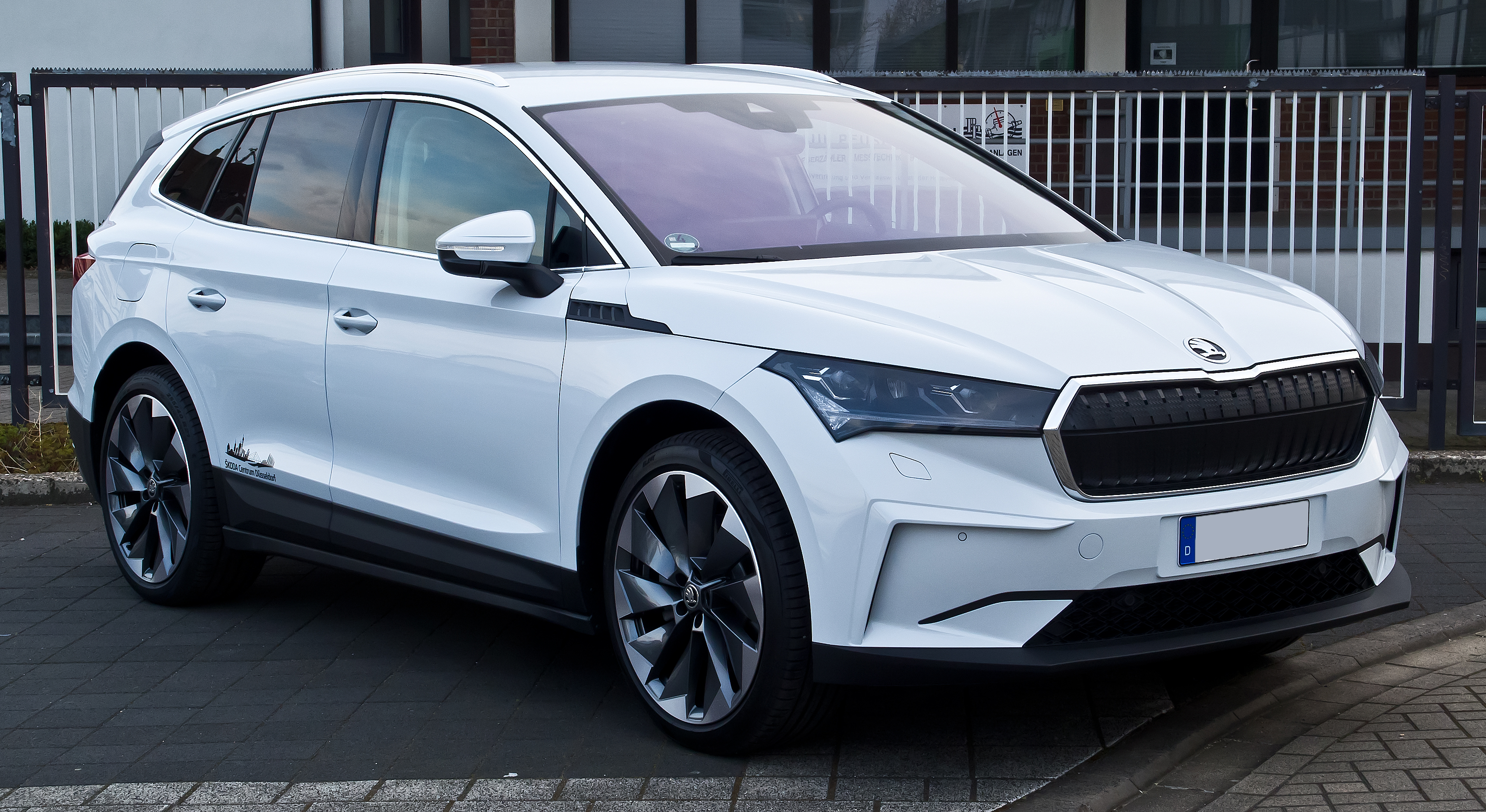
Az elektromos meghajtású Škoda Enyaq iV

Az új Feliciát 1994-ben adták ki; ez már hivatalos Volkswagen-Škoda projekt volt.
Az orrmotoros modellekből nagyon hatékony áruszállítókat építettek (Forman (Favorit kombi), Pick-up). 1996-ban újra elővették az Octavia nevet, és egy középosztálybeli Škodának adták, amely a VW Golf hosszított padlólemezére épült. 1999-ben megjelent a Fabia, amit a mai napig gyártanak. 2000-ben leállították a Felicia gyártását, a Fabia és az Octavia pedig átesett egy modellfrissítésen. 2002-ben a Superbbel bővült a kínálat, ami a Škoda felsőkategóriás járműve, és a VW Passat alapjaira épül (nevét szintén használták már). 2004-ben bevezették a Škoda Octavia második szériáját, szintén Golf padlólemezen. Új csomagokat is bevezettek a meglévő típusokhoz, mint például a Fabia RS (sport Fabia). 2006 őszén jelent meg a Magyarországon az új modell; az egyterű Roomster. 2007 májusában jelent meg a Fabia második kiadása, először csak csapotthátú változatban, majd kombiban. A 2008-as Genfi Autószalonon bemutatkozott az új Škoda Superb, majd 2008 októberében a Párizsi Autószalonon az új Octavia is. 2009-ben szintén a Genfi Autószalonon mutatták be a Škoda Yetit. 2012-ben érkezett a Volkswagen up! testvére, a Citigo. (G85NAT1)

## A Škoda védjegyei
A híres "Škoda-nyíl" előtt a L&K a Slavia elnevezést használta leginkább. A plzeni Škoda pedig egy karikában lévő „Š”, vagy „Š” és „z” (egymáson) jelzést használta (Šz: Škodovy závody).
A legenda szerint a ma használt emblémát egy indián fejet ábrázoló dombormű ihlette, amely egykor sok vezető irodájában volt megtalálható. Erről nevezték el az emblémát „Vörös Indián”-nak.[forrás?]
Egy ideig stilizált kézírásos feliratok voltak használatban, és az 1925 előtt tervezett modelleken a Škoda megtartotta az L&K jelzést is.
A jelenlegi formájú emblémát 1923 decemberében védette le a Škoda.[forrás?]
1991-ben a privatizáció idején az embléma is átesett egy "verziófrissítésen". Azóta a zöld színű emblémát (esetleg a L&K babérkoszorújával) a Škoda autógyár használja. A többi ágazat továbbra is az egyszerűbb nyilat használja ezüst illetve kék színben.
2011-ben a Genfi Autószalon megnyitására időzítve vezették be az embléma aktuális változatát.

## Jelenleg gyártott Škoda modellek
- Škoda Citigo
- Škoda Fabia
- Škoda Kamiq
- Škoda Karoq
- Škoda Kodiaq
- Škoda Octavia
- Škoda Rapid
- Škoda Rapid (India)
- Škoda Superb
- Škoda Scala
- Škoda Enyaq

## Híres Škoda modellek
- L&k 860
- Škoda 1101
- Škoda 1201
- Škoda 1203
- Škoda Spartak
- Škoda (440) Octavia
- Škoda (450) Felicia
- Škoda 1000MB, 1100MB (modell: 990) (leírás)
- Škoda S100, S110 (versenyváltozat: 120S)
- Škoda S110R (coupé) (versenyváltozat: 130RS, 180/200RS)
- Škoda 105, 120, 130 (modell: 742, majd 742M ) (versenyváltozat: 130LR)
- Škoda Garde, Škoda Rapid (modell: 743, majd 743M )
- Škoda Favorit (modell: 781)
- Škoda (új) Felicia, (új) Octavia, Fabia, (új) Superb

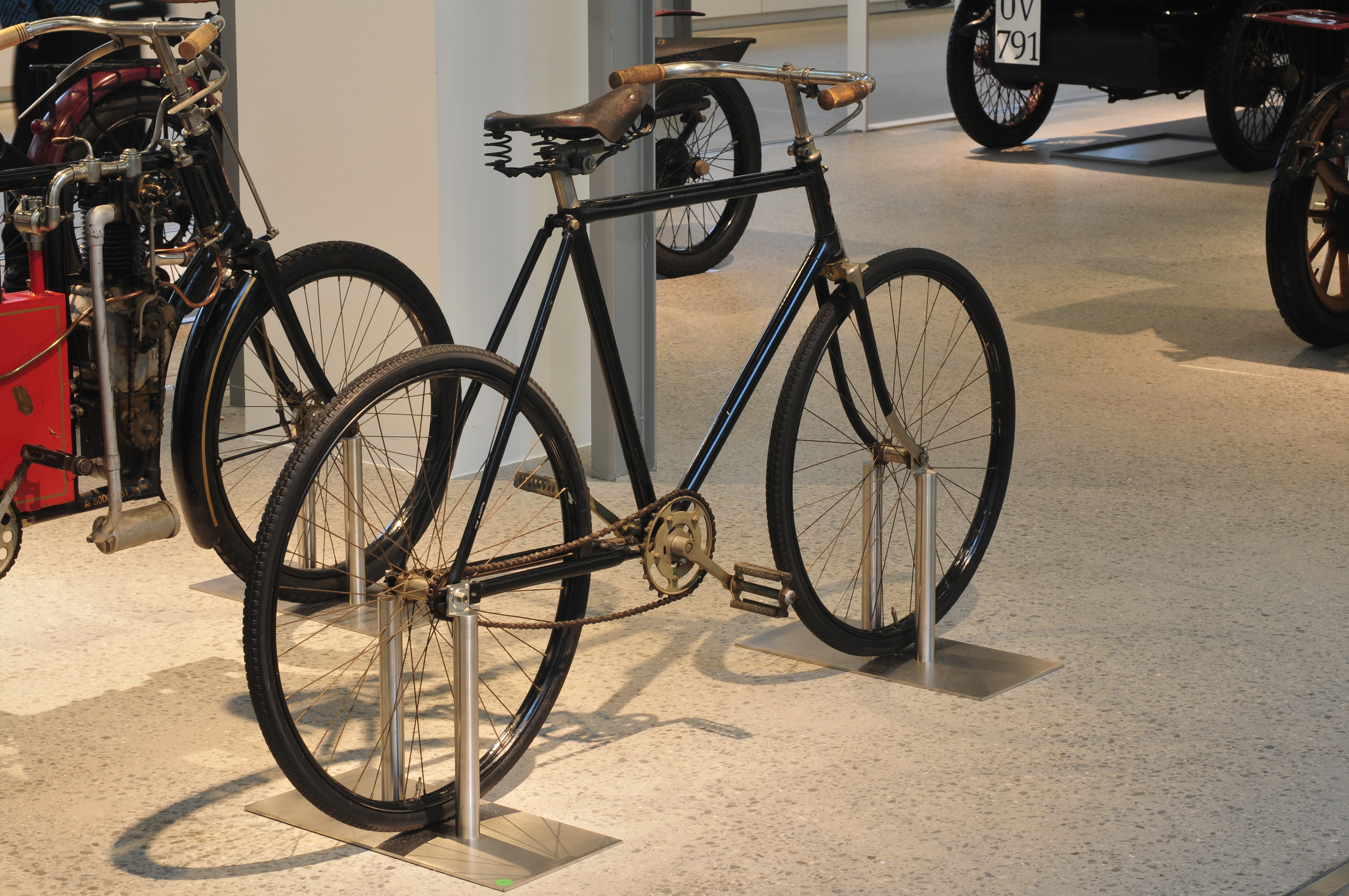
Laurin & Klement (1890)
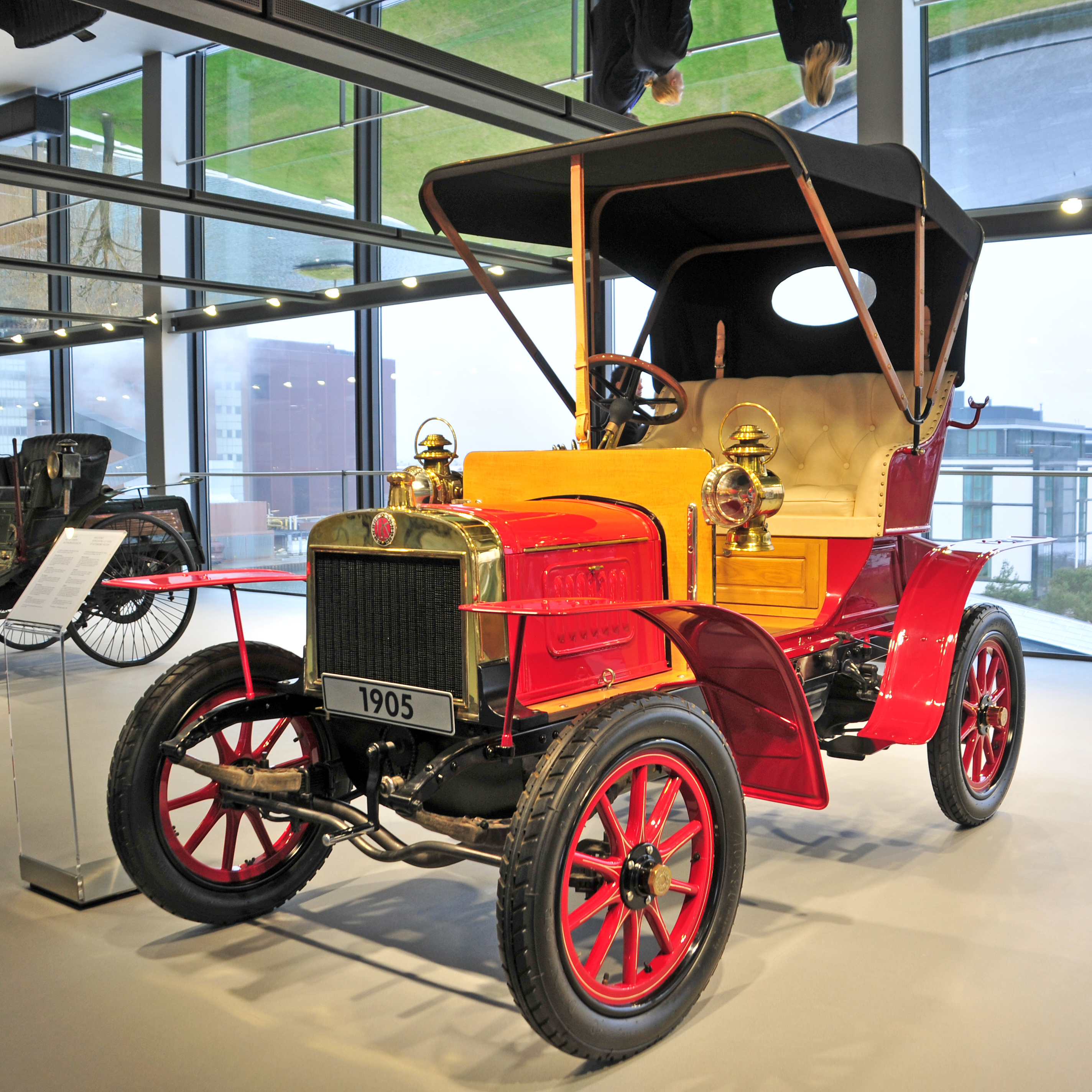
Laurin & Klement A (1898)
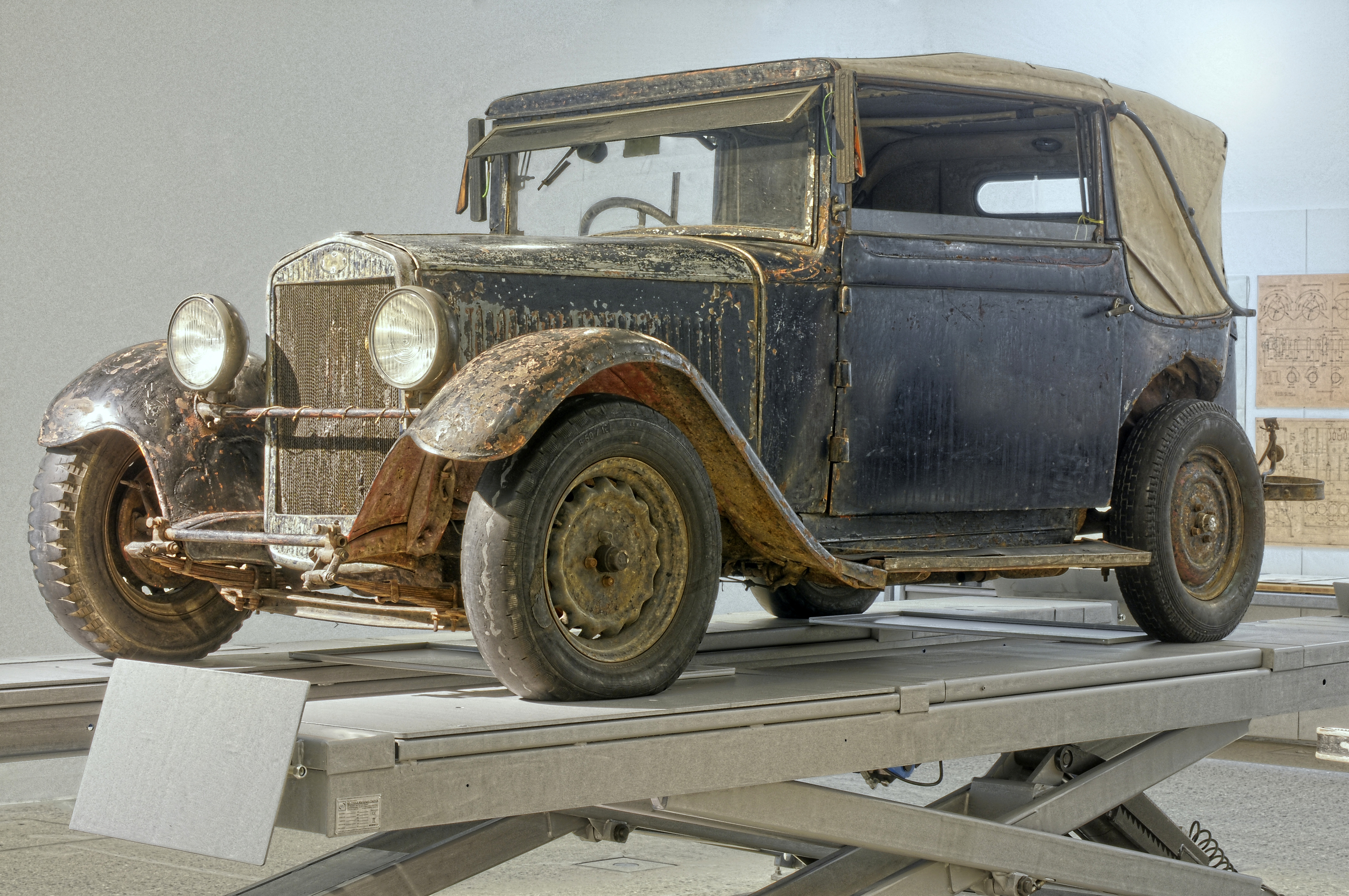
Škoda 422 (1930)
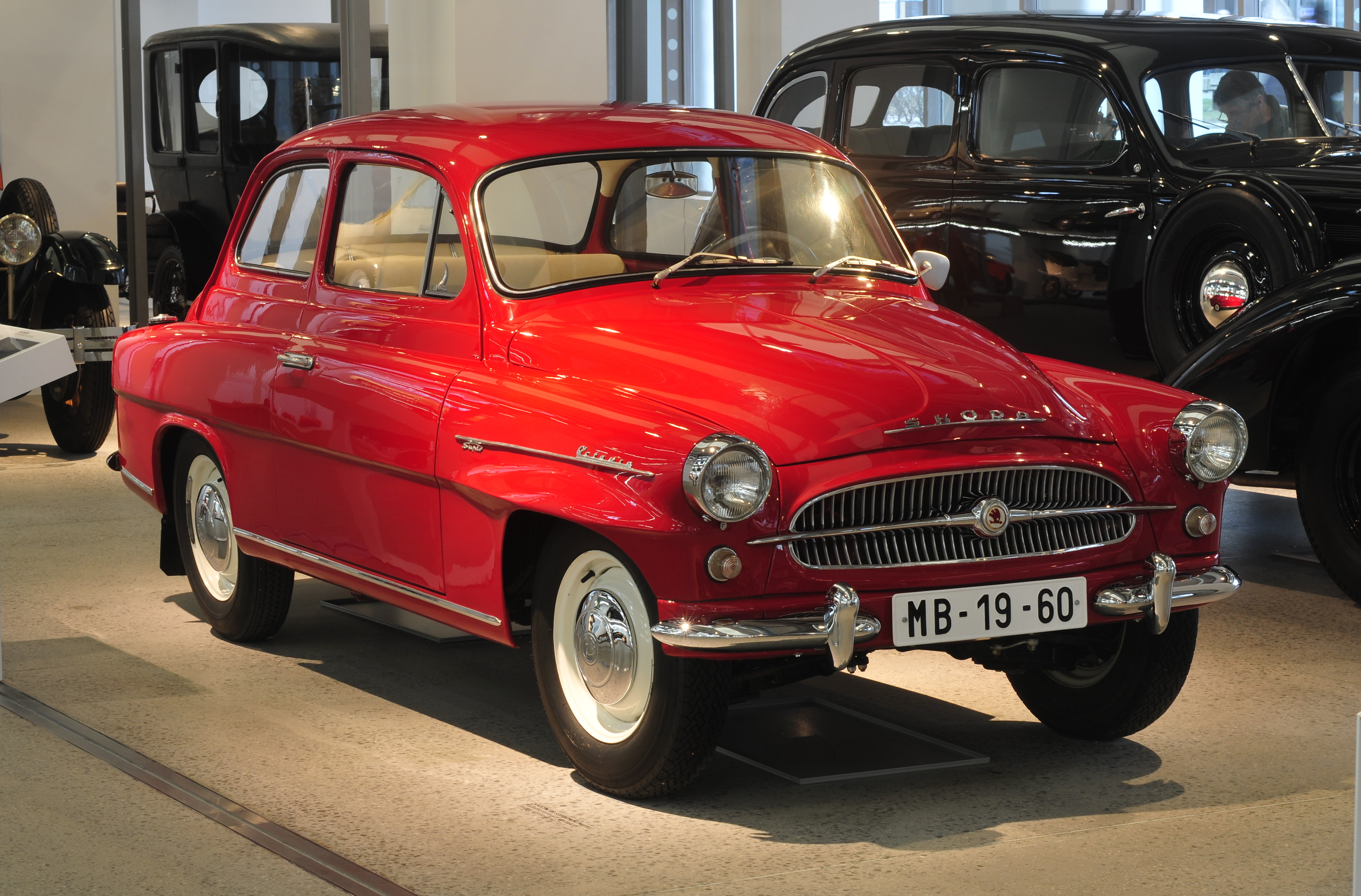
Škoda Octavia Super (1960)
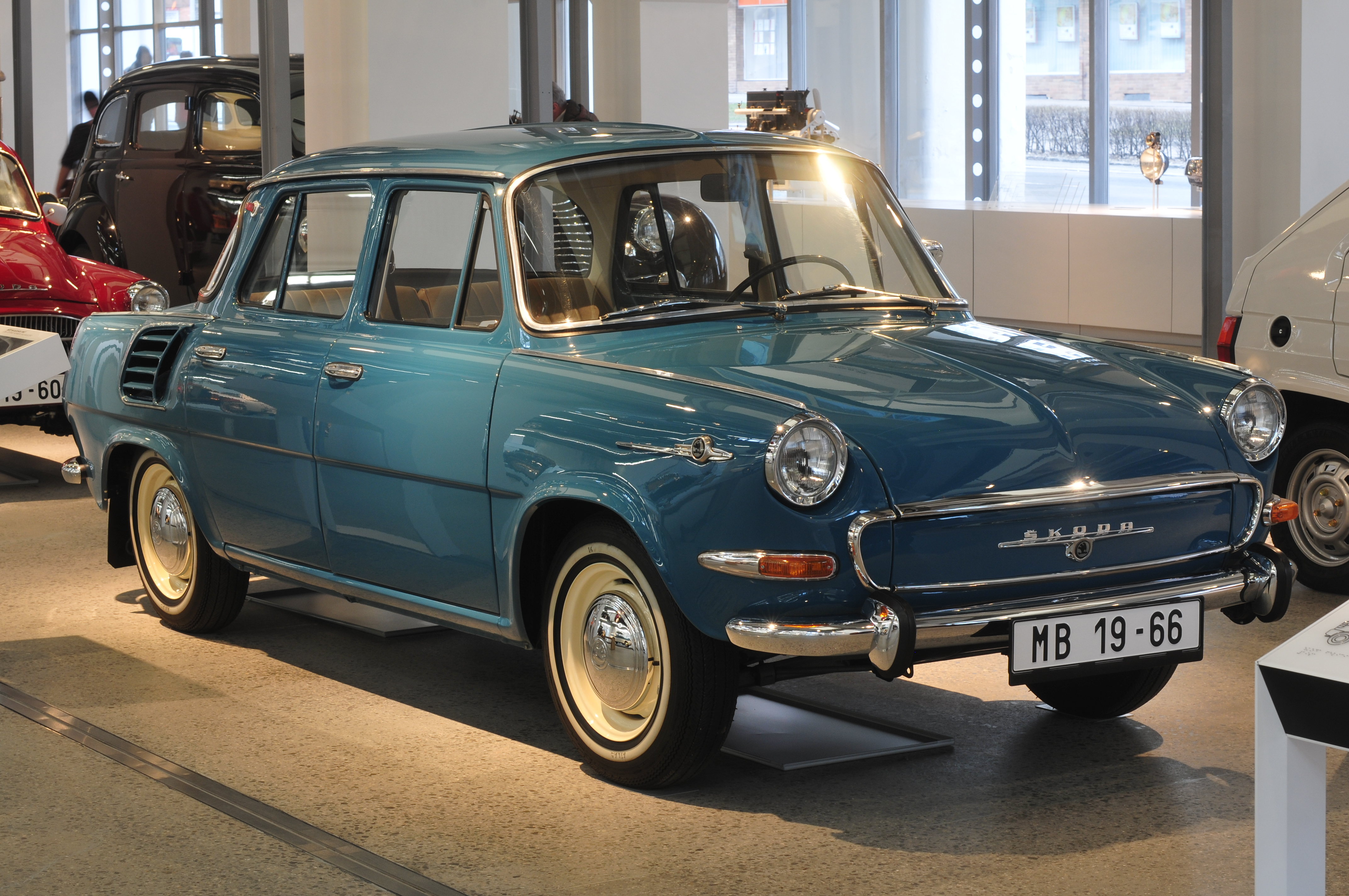
Škoda MB 1000 (1966)
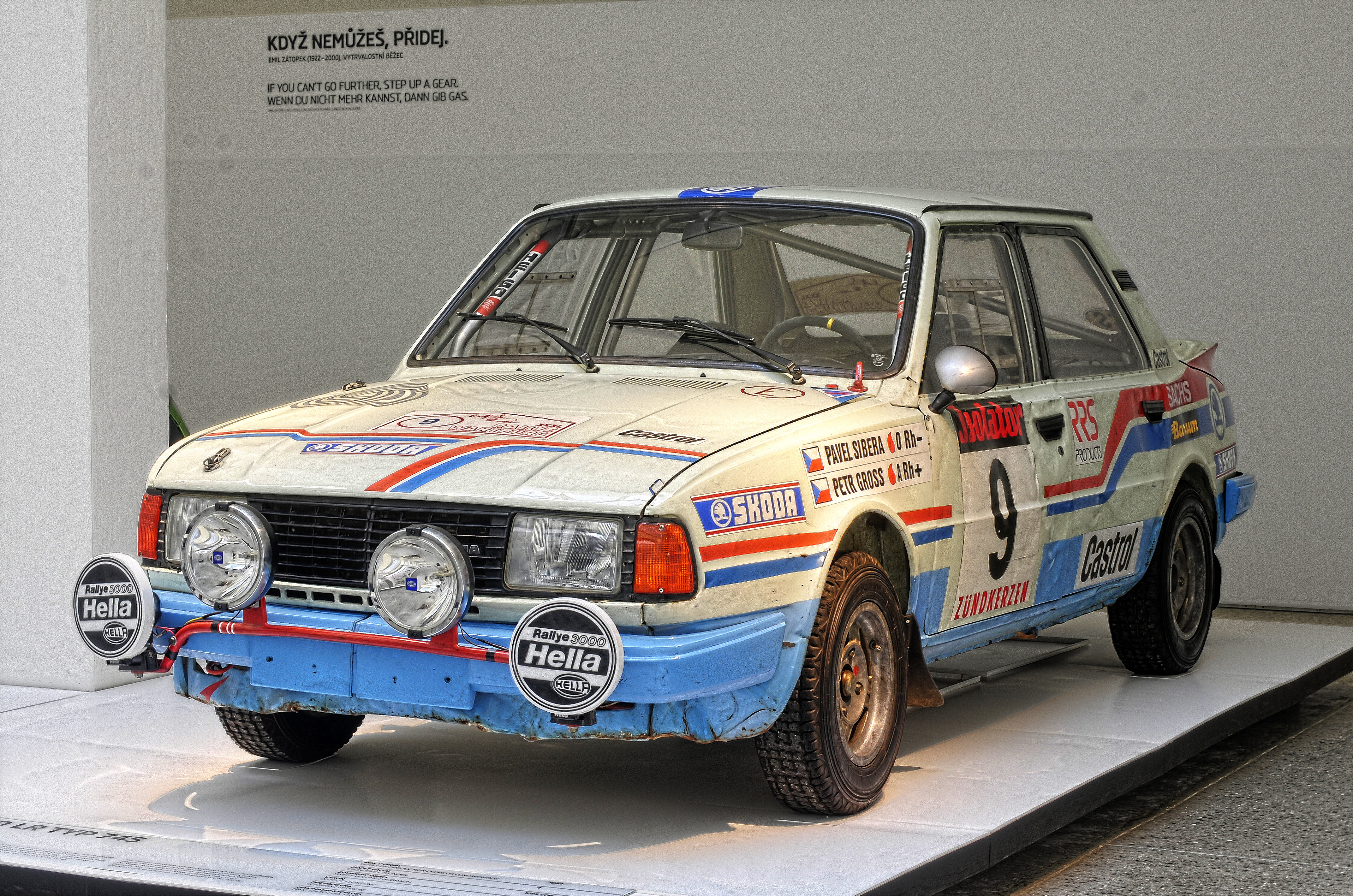
Škoda 136 LR (1984)
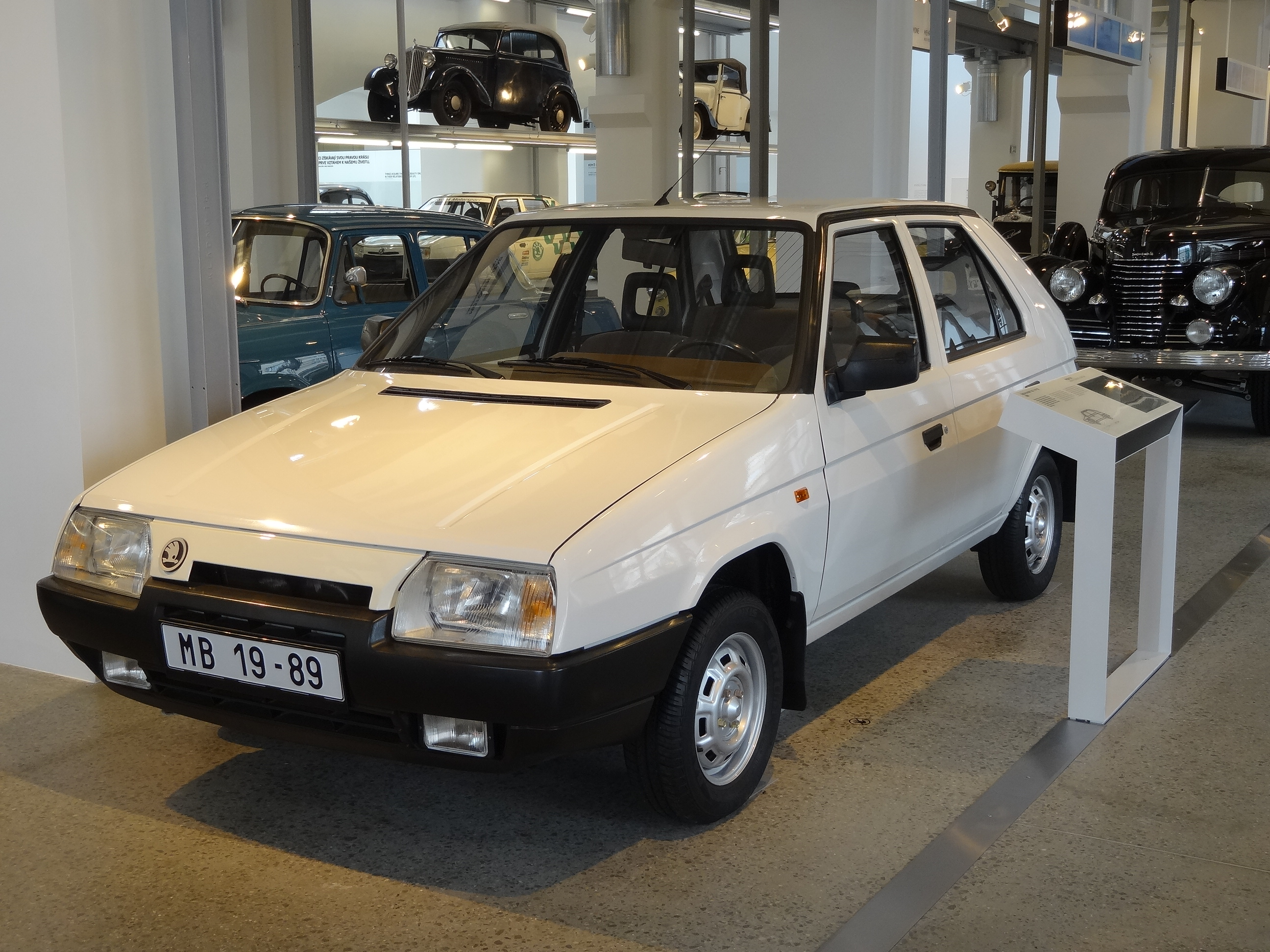
Škoda Favorit (1988)
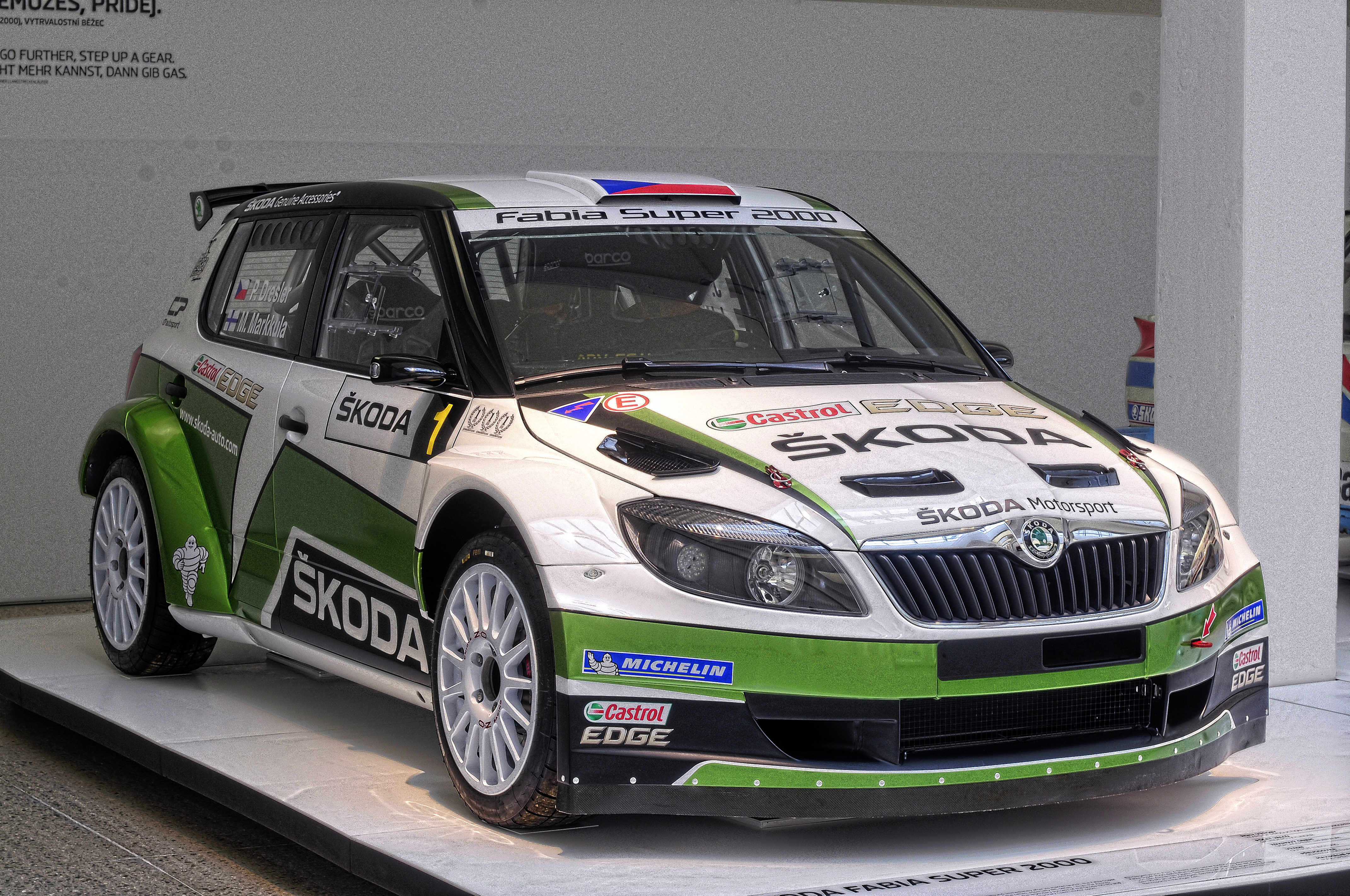
Škoda Fabia Super 2000
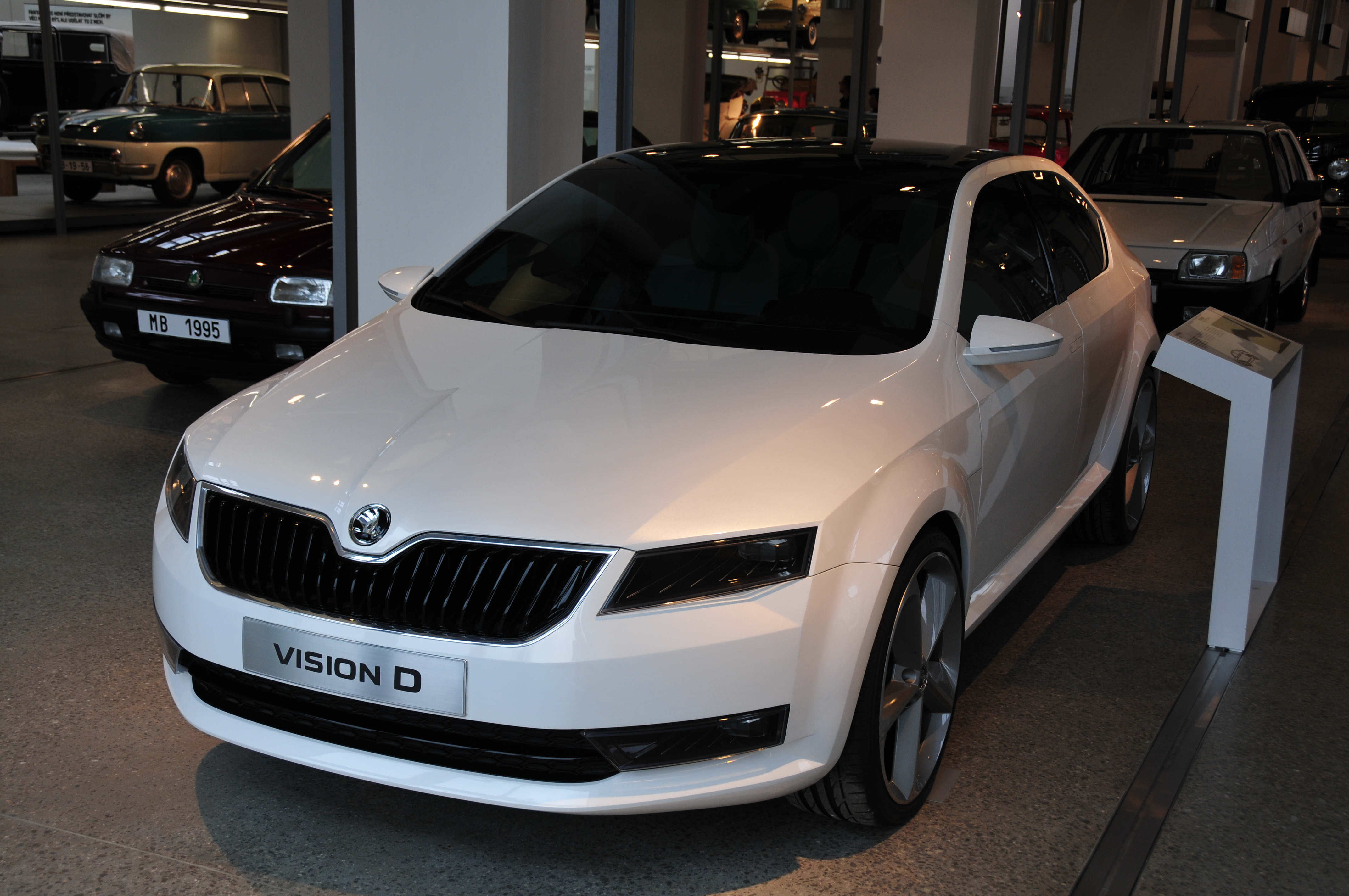
Škoda Vision D (2011)